# Musée Jacquemart-André
Musée Jacquemart-André – publiczne muzeum położone na bulwarze Haussmanna w Paryżu. Muzeum zostało stworzone przez Édouarda Andrégo na bazie prywatnego budynku.

## Historia

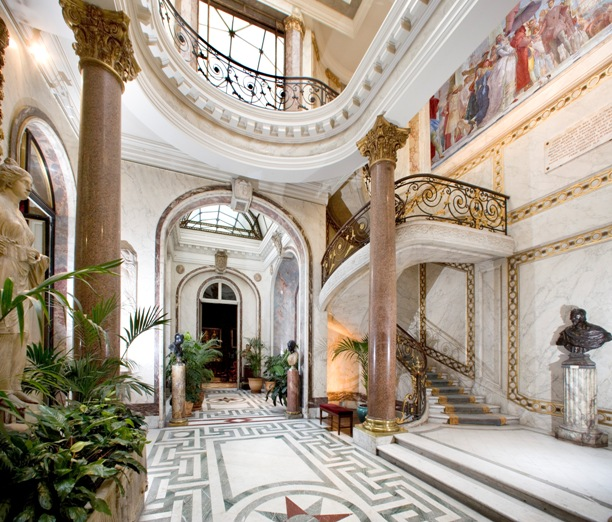
Musée Jacquemart-André

Édouard André pochodził z protestanckiej rodziny bankierów. Po śmierci swojego ojca odziedziczył znaczną fortunę, za którą kupił sporo dzieł sztuk, które później umieścił w swojej nowo wybudowanej posiadłości na bulwarze Haussmanna. Posiadłość została zaprojektowana przez architekta Henriego Parenta i ukończona w 1875.
André poślubił znaną malarkę, Nélie Jacquemart, z którą co roku podróżował do Włoch, gdzie zakupili znaczną liczbę różnorodnych prac oraz rzeźb. Po śmierci Andrégo jego żona kontynuowała zakup dzieł sztuki oraz ostatecznie skompletowała stworzenie muzeum włoskiego. Następnie Nélie Jacquemart odbyła szereg orientalnych podróży, po których zbiór posiadłości na bulwarze Haussmanna stale się powiększał.
Na podstawie porozumienia, jakie Jacquemart zawarła z mężem, posiadłość należąca do Andrégo oraz Jacquemart została przekazana Akademii Francuskiej i przekształcona w publiczne muzeum, które oficjalnie zostało otwarte w 1913.

## Sale wystawowe

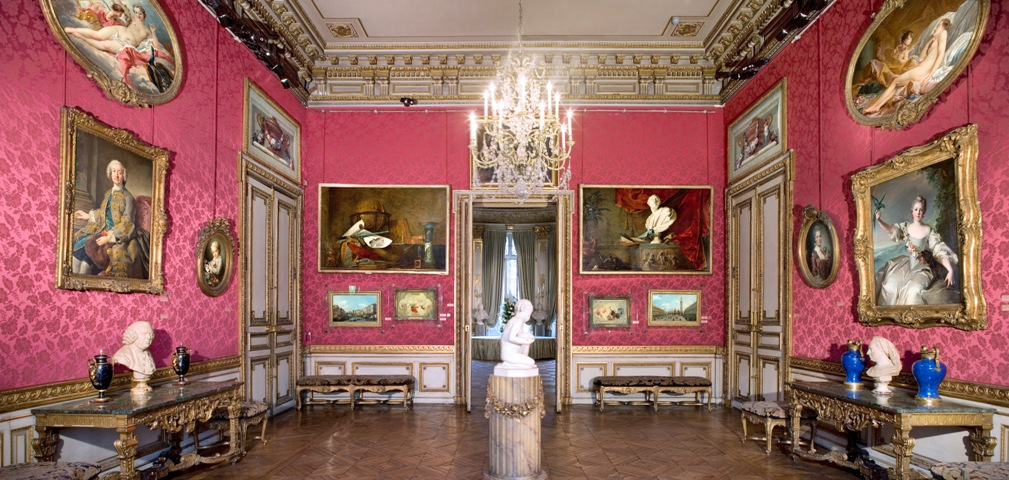
Musée jacquemart-André

Musée Jacquemart-André dzieli się na pięć głównych sal wystawowych, którymi są:
- Apartamenty stanowe – Apartamenty stanowe zostały zaprojektowane przez Édouarda Andrégo i stanowiły najbardziej oficjalną i reprezentacyjną część posiadłości. Wnętrze apartamentów zostało ozdobione XVIII-wiecznymi obrazami.
- Apartamenty nieoficjalne – W apartamentach nieoficjalnych odbywały się luźne rozmowy biznesowe prowadzane przez Édouarda Andrégo. Ozdobą apartamentów były liczne rzeźby wykonane przez najlepszych artystów ówczesnych czasów.
- Ogród zimowy – Ogród zimowy został kunsztownie zaprojektowany przez Charles'a Garniera oraz Henriego Parenta. Obecnie ogród stanowi jedną z głównych atrakcji muzeum.
- Muzeum Włoskie – W tej części muzeum znajdują się liczne rzeźby pochodzące z przełomu XV i XVI wieku. W zbiorach muzeum znajdują się m.in. dzieła Donatella oraz Luki della Robbii. Galeria florencka znajdująca się we włoskim muzeum składa się ze sporej liczby różnorodnych obrazów poświęconych tematyce religijnej. W galerii znajdują się m.in. prace Sandra Botticellego, Pietra Perugina oraz Paola Uccella.
- Apartamenty prywatne – Apartamenty prywatne znajdują się na parterze posiadłości i podobnie jak reszta apartamentów są udekorowane licznymi obrazami pochodzącymi głównie z XVIII wieku.